# Ukraińskie przejścia graniczne
Ukraińskie przejścia graniczne.

## Granice Ukrainy
Łączna długość granic Ukrainy wynosi 5909,83 km, z czego długość granic lądowych wynosi 5638,63 km, a morskich 1355 km (na Morzu Czarnym – 1056,5 km, na Morzu Azowskim – 249,5 km, w Cieśninie Kerczeńskiej – 49 km).
Na granice lądowe składa się granica z Polską – 542,39 km (w tym rzeczna 187,3 km), ze Słowacją – 98,5 km (w tym rzeczna – 2,3 km), z Węgrami – 136,7 km (w tym rzeczna – 85,1 km), z Rumunią – 531 km (odcinek zachodni granicy z Rumunią – 362 km, południowy odcinek granicy z Rumunią – 169 km, w tym granica rzeczna 292,2 km, a morska 33 km), granica z Mołdawią – 1222 km (w tym granica rzeczna 267 km), granica z Rosją – 2295,04 km (w tym morska 321 km), i z Białorusią – 1084,2 km (w tym rzeczna 325,9 km).

## Na granicy z Polską

### Drogowe
Budomierz-Hruszew, Dołhobyczów-Uhrynów, Dorohusk-Jahodyn, Hrebenne-Rawa Ruska, Korczowa-Krakowiec, Krościenko-Smolnica, Medyka-Szeginie, Zosin-Uściług (międzypaństwowe, do 3,5 t)

### Kolejowe
Dorohusk-Jahodyn, Hrebenne-Rawa Ruska, Hrubieszów-Włodzimierz Wołyński, Krościenko-Chyrów, Przemyśl-Mościska, Werchrata-Rawa Ruska

### Planowane
Malhowice-Niżankowice (termin rozpoczęcia budowy - 2020), Bystre-Mszaniec (termin rozpoczęcia budowy nieustalony) Smolnik-Boberka (termin rozpoczęcia budowy nieznany), Wołosate-Łubnia (termin rozpoczęcia budowy nieznany)

## Na granicy ze Słowacją

### Drogowe
przejście graniczne Małyj Bereznyj-Ubľa, przejście graniczne Użhorod-Vyšné Nemecké

### Kolejowe
przejście graniczne Pawłowe, przejście graniczne Użhorod-Maťovce, przejście graniczne Czop-Čierna nad Tisou

### Piesze
przejście graniczne Mali Selmency, Ubla

## Na granicy z Węgrami

### Drogowe
przejście graniczne Czop-Záhony, przejście graniczne Dzwinkowe-Lónya, przejście graniczne Kosyno-Barabás, przejście graniczne Łużanka-Beregsurány, przejście graniczne Wyłok-Tiszabecs

### Kolejowe
przejście graniczne Czop-Záhony, przejście graniczne Sołowka-Eperjeske

### Rzeczne
przejście graniczne Tiszabesc (ruch osobowy tylko na specjalny wniosek)

## Na granicy z Rumunią

### Drogowe
przejście graniczne Porubne-Siret, przejście graniczne Djakiwcy-Halmeu (drogowe), Sołotwino, Chyża, Kranojilsk, Ruśka

### Kolejowe
Rachiw, Diłowe, Tereswa, przejście graniczne Djakiwcy-Halmeu (kolejowe), Waduł-Siret

### Piesze
Sołotwyno, Chyża, przejście graniczne Porubne-Siret (piesze), Biłyj Kolodiaź, Krasnojilsk, Ruśka, Szepit

### Rzeczne
Orlivka (Orłowka, Орлівка)-Isaccea, Kilia

## Na granicy z Mołdawią
Uwaga ! Lista przejść granicznych ukraińsko-mołdawskich dotyczy również Naddniestrza.

### Drogowe
Boronnycia, Hrabariwka, Bołhan, Studena, Domnycia, Majaki-Udobne, Starokozacze, Lisne, Serpnewe, Małojarosławec, Nowi Trojany, Zaliznyczne, Tabaky, Wynohradiwka, Dołynśke, Reni, Ołeksyjiwka, Tymkowe, Stanisławka, Dubowe, Płatonowe, Josypiwka, Wełykopłośke, Słowianoserbka, Hrebenyky, Rozaliwka, Kuczurhan, Hradynci, Podwiriwka, Zełena, Kelmieńce, Rossoszany, Waszkiwci, Nowoołeksijiwka, Hwozdiwci, Wołoszkowe

### Kolejowe
Mohyliw Podolskyj, Karabuceny, Frikacej, Bołgrad, Tymkowe, Słobidka, Mamałyha, Podwiriwka, Łarha, Sokiriany

### Rzeczne
Oksaniwka, Jaruha, Mychajliwka, Jampil, Cekyniwka

## Na granicy z Rosją

### Drogowe
przejście graniczne Dowżanskyj, przejście graniczne Czerwono-Partyzansk, przejście graniczne Izwaryne, przejście graniczne Krasna Taliwka, przejście graniczne Prosjane, przejście graniczne Miłowe, przejście graniczne Nowobiła, przejście graniczne Taniusziwka, przejście graniczne Domino-Ołeksandriwka, przejście graniczne Nowoazowsk, przejście graniczne Uspienka, przejście graniczne Maryniwka, przejście graniczne Wełyka Pysariwka, przejście graniczne Pokrowka, przejście graniczne Junakiwka, przejście graniczne Ryżiwka, przejście graniczne Kateryniwka, przejście graniczne Bacziwśk, przejście graniczne Pisky, przejście graniczne Czuhuniwka, przejście graniczne Budarki, przejście graniczne Pletyniwka, przejście graniczne Hoptiwka-Niechotiejewka, przejście graniczne Striłecze, przejście graniczne Hremjacz, przejście graniczne Mykołajiwka, przejście graniczne Seńkiwka

### Kolejowe
Czerwona Mohyła, Kopalnia „Sewerna”-Izwaryne, Miłowe, Łantratiwka, Kwaszyne, Iłowajsk-Pasażyrskyj Park, Iłowajsk-Piwdennyj Park, Puszkarne, Wolfine, Zernowe, Konotop, Chutir-Mychajliwskyj, Borożba, Czyhynok, Topoli, Wowczańsk, Kupiańsk, Kozacza Łopań, Charkiw-Pasażyrskyj, Charkiw-Sortuwalnyj, Odnorobiwka

### Piesze
Seredyna Buda

### Promowe
Krym

## Na granicy z Białorusią

### Drogowe
Dolsk-Machro, Samary, Domanowe, Tur-Makrany, Huta, Piszcza-Oltus, Chrypśk, Pułemec, Wystupowyczi-Nowa Rudna, Majdan, Wilcza, Perebrody, Horodyszcze, Prykładnyky, Wycziwka, Seńkiwkaja, Nowi Jaryłowyczi-Sarpilauka, Sławutycz, Derewyny, Ilmiwka, Dobrianka-Markawicy

### Kolejowe
Zabołottja-Małaryta, Bereżest, Kowel, Wystupowyczi, Korosteń, Owrucz, Udryćk, Sarny, Snowśk, Chorobyczi, Hornostajiwka, Czernihiw, Nidanczyczi, Semychody

### Rzeczne
Kamianka

## Lotnicze przejścia graniczne
Port lotniczy Równe, Port lotniczy Zaporoże, Port lotniczy Ługańsk, Port lotniczy Donieck, Port lotniczy Czerniowce, Port lotniczy Użhorod, Port lotniczy Kijów-Boryspol, Port lotniczy Kijów-Hostomel, Port lotniczy Mariupol, Port lotniczy Chmielnicki, Port lotniczy Izmaił, Port lotniczy Kijów-Żulany, Port lotniczy Iwano-Frankowsk, Port lotniczy Lwów, Port lotniczy Mikołajów, Port lotniczy Odessa, Port lotniczy Symferopol, Port lotniczy Dniepr, Port lotniczy Krzywy Róg, Port lotniczy Charków-Osnowa, Port lotniczy Kercz, Port lotniczy Tarnopol

## Morskie przejścia graniczne
Port handlowy w Berdiańsku, Port w Renijsku, Port handlowy w Izmaile, Port handlowy w Ust-Dunajsku, Port handlowy w Mariupolu, Port kombinatu „Azowstal” w Mariupolu, Port specjalny „Oktiabrsk” w Oczakiwie, Mikołajewski Terminal Potasowy, Port handlowy w Mikołajowie, Port handlowy w Dniepro-Busku, Port firmowy „Nibułon” w Dniepro-Busku, Port handlowy w Biłhorodzie, Port rybacki w Illiczewsku, Port handlowy w Illiczewsku, Port handlowy w Odessie, Port handlowy „Jużnyj” w Odessie, Port handlowy w Chersoniu, Port handlowy w Skadowsku, Port „Czornomorsk” (przeznaczony do prac związanych z wydobyciem ropy i gazu), Port w Eupatorii, Port handlowy w Jałcie, Stocznia w Teodozji, Port handlowy w Teodozji, Port „Kamysz-Burun” w Kerczu, Stocznia „Zaliw” w Kerczu, Port rybacki w Kerczu, Port handlowy w Kerczu, Port rybacki w Sewastopolu, Port handlowy w Sewastopolu,